# Triple Corona (hípica)
Se le denomina Triple Corona en turf a la suma de tres importantes carreras clásicas disputadas por caballos de tres años (potrillos).
Las distancias suelen variar entre 1.600 metros y 3.000 metros. A menudo, una de las tres carreras se denomina Derby.

## Estados Unidos
La Triple Corona es un programa de tres carreras del Grupo I de la hípica estadounidense, que se disputan en tres hipódromos diferentes: 
- Derby de Kentucky, en Louisville, Kentucky.
- Preakness Stakes, en Baltimore, Maryland.
- Belmont Stakes, en Elmont, Nueva York.

Esta Triple Corona inicia siempre en el Hipódromo de Churchill Downs en Louisville, Kentucky, el primer sábado de mayo, y es única y exclusivamente para potros y potrancas de 3 años de edad.
Esta prueba es muy dura para los caballos y jinetes, no solo por el poco espacio de tiempo que hay entre ellas y por el hecho que se corra en tres estados diferentes, sino porque los caballos participantes no suelen haber corrido en largas distancias. La Triple Corona es uno de los objetivos más difíciles de lograr para un caballo de carreras. 
El primer Derby de Kentucky se corrió en el año de 1875 siendo Aristides el caballo ganador; la segunda gema se corre 14 días después conocida como Preakness Stakes, que se corrió por primera vez en 1873, resultando ganador Survivor; y finalmente 21 días después se corre la última carrera correspondiente a la Triple Corona: el Belmont Stakes, la carrera más antigua de las tres, ya que inició en 1867, ganándola por primera vez Ruthless. 
Por lo tanto la Triple Corona como tal inicia en 1875, cuando estas tres carreras se integran en un solo programa.
Desde esa fecha, la Triple Corona es la carrera de caballos purasangre más famosa del mundo, tal que al caballo ganador se le conoce para la posteridad como Campeón.

### Ganadores de la Triple Corona estadounidense
A lo largo de la historia, solo 13 ejemplares han logrado ganarla:
| Año  | Jockey             | Caballo          |
| ---- | ------------------ | ---------------- |
| 1919 | John Loftus        | Sir Barton       |
| 1930 | Earl Sande         | Gallant Fox      |
| 1935 | William Saunders   | Omaha            |
| 1937 | Charley Kurtsinger | War Admiral      |
| 1941 | Eddie Arcaro       | Whirlaway        |
| 1943 | Johnny Longden     | Count Fleet      |
| 1946 | Warren Mehrtens    | Assault          |
| 1948 | Eddie Arcaro       | Citation         |
| 1973 | Ron Turcotte       | Secretariat      |
| 1977 | Jean Cruget        | Seattle Slew     |
| 1978 | Steve Cauthen      | Affirmed         |
| 2015 | Víctor Espinoza    | American Pharoah |
| 2018 | Mike E. Smith      | Justify          |

## Argentina
La Triple Corona del Turf Argentino está compuesta por las pruebas 1, 2 y 3:
- 1a - Gran Premio Polla de Potrancas (G1), solo para hembras, de disputa sobre 1.600 m en la pista de arena del Hipódromo Argentino de Palermo.
- 1b - Gran Premio Polla de Potrillos (G1), solo para machos, se disputa sobre 1.600 m en la pista de arena del Hipódromo Argentino de Palermo.
- 2 - Gran Premio Jockey Club (G1), se disputa sobre 2.000 m en la pista de césped del Hipódromo de San Isidro.
- 3 - Gran Premio Nacional (G1), se disputa sobre 2.500 m en la pista de arena del Hipódromo Argentino de Palermo.

El último caballo que consiguió la anhelada Triple Corona del Turf Argentino fue Refinado Tom (Shy Tom) en 1996, un ejemplar representante del haras La Biznaga, entrenado por Roberto Mariano Bullrich y conducido por Jorge Valdivieso.
La Cuádruple Corona del Turf Argentino la conforman las 3 carreras de la Triple Corona y un Gran Premio más, en este caso para todo caballo:
- 4 - Gran Premio Carlos Pellegrini (G1), se disputa sobre 2400 m en la pista de césped del Hipódromo de San Isidro.

El último caballo en conquistar la Cuádruple Corona del Turf Argentino fue Telescópico (Table Play) en 1978, un ejemplar representante del haras Don Yeye, entrenado por Juan Bianchi y conducido por Marina Lezcano.
Ganadores de la Cuádruple Corona
1899  Pepper Mint
1901  Old Man
1914  Botafogo
1919  Rico
1931  Mineral
1937  La Missión
1948  Yatasto
1952  Tatan
1958  Manantial
1966  Forli
1978  Telescópico

## Chile
La Triple Corona en Chile se compone de las siguientes carreras:
- Clásico El Ensayo: disputado en el Club Hípico de Santiago.
- Clásico St. Leger: se disputa desde 1969 en el Hipódromo Chile (antes en el Valparaíso Sporting).
- El Derby: disputado en el Valparaíso Sporting.

La han ganado 13 ejemplares:
- Cachaporal - 1885/86
- Wanderer – 1887/88
- Dorama – 1915/16
- Tutti Frutti – 1927/28
- Freire – 1930/31
- Grimsby – 1938/39
- Tábano – 1945/46
- Empire – 1950/51
- Eugenia – 1955/56
- Prólogo – 1965/66
- Wolf – 1990/91
- Fortino – 2022/23
- Kay Army – 2023/24.[2]

## Reino Unido
En RU han sido 15 los ganadores de la Triple Corona. La última vez que alguien la ganó fue en 1970 cuando "Nijinsky", montado por Lester Piggott logró la victoria en los siguientes escenarios:
- 2000 Guineas, en el hipódromo de Newmarket, en Suffolk.
- Epsom Derby, se corre en Epsom Downs, ubicado en Surrey.
- St. Leger Stakes, en el hipódromo de Doncaster Yorkshire.

## Canadá
La Triple Corona de Canadá fue inaugurada en 1959 y la han ganado 7 veces, en 1959, 1963, 1989, 1990, 1991, 1993 y 2003. Tiene las siguientes carreras:
- Queen's Plate en 2000 metros, en pista sintética, en el hipódromo de Woodbine.
- Prince of Wales Stakes en 1900 metros, en pista de arena, en el hipódromo de Fort Erie.
- Breeders' Stakes en 2400 metros, en pista de grama, en el hipódromo de Woodbine.

## Japón
Japón también tiene una Triple Corona y la han ganado solo 8 caballos, las carreras son las siguientes:
- Satsuki Sho, Chiba
- Tokyo Yushun(Japanese Derby), Tokio
- Kikuka Sho, Kioto

## Irlanda
La Triple Corona de Irlanda tiene las siguientes carreras:
- Irish 2,000 Guineas en pista de grama, en distancia de una milla.(1.609m.)
- Irish Derby en pista de grama, distancia de milla y media. (2.412m.)
- Irish St Leger en pista de grama, en una milla y tres cuartos. (2.821m.)

Estas carreras se disputan en el hipódromo de Curragh. 
Hay que destacar que antes del Irish St. Leger, se corre una carrera preparatoria en 2.821 metros, también en Curragh

## Hong Kong
- Hong Kong Steward's Cup
- Hong Kong Gold Cup
- Hong Kong Champions & Chater Cup

## España

#### Potros
- Gran Premio Cimera (Poule de Potros)
- Gran Premio Villapadierna (Derby Español)
- Gran Premio Villamejor

#### Potrancas
- Gran Premio Valderas (Poule de Potrancas)
- Gran Premio Beamonte (Oaks Español)
- Gran Premio Villamejor

## Panamá
El ejemplar que gane las tres gemas obtiene la Triple Corona de Panamá, las pruebas se realizan en el Hipódromo Presidente Remón.

#### Gemas
Primera Gema: Clásico Arturo, Eric, Max, Eric Arturo y Eric Antonio Delvalle (Grado 2) (1800 m)
Segunda Gema: Clásico Augusto Samuel Boyd Paredes y Daniela Boyd (Grado 2) (1800 m)
Tercera Gema: Clásico Carlos Eleta Almarán, Fernando Eleta Almarán, y Raquel Eleta (Grado 2) (1800 m)
En la historia hípica panameña se ha triplecoronado a 16 ejemplares. "Pindin" en 1964, fue el primer triplecoronado panameño, mientras que el potro, "El Rojo" es el último en conseguirlo en el 2023. 

#### Ganadores
| Año  | Ejemplar       | Jinete                            |
| ---- | -------------- | --------------------------------- |
| 1964 | Pindín         | José María Bravo / Víctor Tejada  |
| 1966 | Tojo           | Guillermo Milord                  |
| 1967 | Iván           | Víctor Tejada                     |
| 1972 | Eugenio        | Mario Torres                      |
| 1973 | Montecarlo     | Marcel Zúñiga                     |
| 1976 | El Manut       | Marcelino Pedroza / Víctor Tejada |
| 1978 | El Gran Capo   | Nicanor Navarro                   |
| 1992 | Leonardo       | Cornelio Velásquez                |
| 1994 | El Chacal      | Cornelio Velásquez                |
| 1995 | Rey Arturo     | Jesús Anel Barría                 |
| 1998 | Evaristo       | Jesús Anel Barría                 |
| 2004 | Spago          | Ángel Rivas                       |
| 2008 | Oxsai          | Ángel Rivas                       |
| 2010 | Voy porque voy | Luis Arango                       |
| 2019 | Señor Concerto | José Ángel Batista                |
| 2023 | El Rojo        | Lorenzo Lezcano                   |

## Uruguay
El Triple Coronado debe ganar: pruebas 1, 2 y 3.
- 1a- Polla de Potrillos (2000 Guineas Uruguayo) 1600 m. (solamente para Machos) - se disputa en el Hipódromo de Maroñas.
- 1b- Polla de Potrancas (1000 Guineas Uruguayo) 1600 m. (solamente para Hembras) - se disputa en el Hipódromo de Maroñas.
- 2 - Gran Premio Jockey Club 2000 m. - se disputa en el Hipódromo de Maroñas.
- 3 - Gran Premio Nacional 2500 m.  - se disputa en el Hipódromo de Maroñas.

Los únicos caballos que lograron la Triple Corona del Turf Uurugayo desde la reapertura del Hipódromo Nacional de Maroñas fueron Invasor (Candy Stripes) en 2006, un ejemplar representante del Stud 3 de Enero. El otro caballo que se consagró como Triple Coronado fue Sir Fever (Texas Fever) en 2014, representando las sedas del Stud Oro Negro.
Existe también una "Cuádruple Corona" del Turf Uruguayo la conforman las 3 carreras de la Triple Corona y un Gran Premio más, en este caso para todo caballo:
- 4- Gran Premio José Pedro Ramírez (G1) 2400 m (para Todo Caballo) - se disputa en el Hipódromo de Maroñas en el reconocido "Mitin de Reyes" realizado anualamente cada 6 de enero.

## Venezuela
La Triple Corona Venezolana ha sido lograda en nueve oportunidades por los siguientes ejemplares: 
1960: Gradisco. Jinete: Manuel Camacaro-Gustavo Ávila. Entrenador: Leopoldo Márquez
1972: El Corsario. Jinete: José Luis Vargas-Ángel Francisco Parra. Entrenador: Eduardo Azpurua Sosa
1985: Iraqui. Jinete:Juan Vicente Tovar León. Entrenador: Daniel Pérez García
1992: Catire Bello. Jinete: Douglas Valiente Aray. Entrenador: Iván Calixto
2005: Polo Grounds. Jinete: Emisael Jaramillo. Entrenador: Carlos Regalado Hijo
2007: Taconeo. Jinete: Emisael Jaramillo. Entrenador: Gustavo Delgado Socorro
2008: El Gran César (de manera reglamentaria: ganó el primero por distanciamiento de King Seraf, los otros dos los ganó sin problemas). Jinete: Santiago González. Entrenador: Antonio Machado
2010: Water Jet. Jinete: Emisael Jaramillo. Entrenador: Gustavo Delgado Socorro
2020: Raffsttar. Jinete: Jean Carlos Rodríguez. Entrenador: Nelson Castillo
Para obtener la Triple Corona se deben ganar las siguientes carreras:
- Clásico José Antonio Páez (Grado 1) — 1.600 m (Se mantiene)
- Clásico Cría Nacional (Grado 1) — 2.000 m (Anteriormente se corría el Clásico Ministerio de Agricultura y Cría en la misma distancia, obviamente con el mismo grado)
- Clásico República Bolivariana de Venezuela (Grado 1) — 2400 metros (Se mantiene pero de manera constitucional hasta 1999 se llamó Clásico República de Venezuela en la misma distancia y con el mismo grado)

## Ecuador
La Triple Corona Ecuatoriana fue inaugurada en 1957 en el Hipódromo de Santa Cecilia y la han ganado 29 veces, estas son las etapas de la Triple Corona. 
- Clásico Estreno, en 1700 metros.
- Clásico Polla Nacional, en 1800 metros.
- Clásico Derby Nacional, en 2000 metros.

Estas carreras son para machos y hembras de 3 años y se disputan íntegramente desde principios de los años '80 en la pista de arena del Hipódromo Miguel Salem Dibo.